# 2024年兵庫県知事選挙
2024年兵庫県知事選挙（2024ねんひょうごけんちじせんきょ）は、2024年（令和6年）11月17日に投開票が行われた、日本の地方公共団体である兵庫県の執行機関である兵庫県知事を選出するための選挙。

## 概要
前職の斎藤元彦（1期目）が兵庫県庁内部告発文書問題により兵庫県議会定例会初日の2024年9月19日に全会一致で不信任決議を受け、9月30日に失職したことにより実施された選挙である。
不信任決議を受け、失職の上で出直し選挙を選択した知事は、2002年の田中康夫長野県知事、2003年の大田正徳島県知事に次いで3人目。
公職選挙法の規定により失職から50日以内に選挙を実施することとされており、9月30日に兵庫県選挙管理委員会は10月31日に告示、11月17日に投開票を実施することを決定した。9月27日に自由民主党総裁に当選し10月1日に内閣総理大臣に就任予定の石破茂がなるべく早く衆議院解散を行うことを表明したため、第50回衆議院議員総選挙と同日選挙になる可能性が指摘されていたが、9月30日に石破が総選挙について10月27日を投票日とする方針を明言し、同日選挙にはならなかった。
長の辞職に伴う出直し選挙では、前任者が再び当選した場合の任期は辞職前の任期の残り期間となるが、今回は斎藤が不信任決議に対し辞職ではなく失職を選択したことから、この選挙で再び当選した斎藤の任期は2028年（令和10年）までの4年間となる。
現職の任期途中での退任による兵庫県知事選挙は、2001年（平成13年）に貝原俊民が4期目の中途で配偶者の介護のために辞職して以来23年ぶり3回目となる。

## 選挙データ
- 選挙事由：不信任決議の可決を受け、現職知事の斎藤元彦が地方自治法の規定により2024年9月30日に失職したため
- 告示日：2024年10月31日
- 執行日：2024年11月17日[1]

### 同日投開票の選挙
- 兵庫県議会議員補欠選挙 - 両選挙区とも前職の衆議院議員転出に伴う欠員発生により実施。
  - 尼崎市選挙区
  - 明石市選挙区
- 丹波市長選挙
- 丹波市議会議員選挙

## 争点
- 一連の内部告発文書問題に対する斎藤の対応の是非[9]
- 知事としての資質[9][10]
- 斎藤県政に対する評価[9]
- 選挙後の組織運営[10]

神戸新聞社とJX通信社の合同世論調査で争点を尋ねたところ、最多の回答は「知事の資質」（29.0%）。次いで「県政の再建」（23.0%）、「斎藤県政の評価」（10.7%）。

## 立候補者
届け出順。年齢は投票日時点。
| 氏名                           | 年齢 | 党派   | 前元新 | 主な肩書き                           | ウェブサイト                                            |
| ------------------------------ | ---- | ------ | ------ | ------------------------------------ | ------------------------------------------------------- |
| 清水貴之 （しみず たかゆき）   | 50   | 無所属 | 新     | 前参議院議員 元朝日放送アナウンサー  | https://www.shimizu-takayuki.com/                       |
| 稲村和美 （いなむら かずみ）   | 52   | 無所属 | 新     | 前尼崎市長                           | https://www.tomonihyogo.jp/ https://inamura-kazumi.com/ |
| 斎藤元彦 （さいとう もとひこ） | 47   | 無所属 | 前     | 前兵庫県知事 元総務省理事官          | https://saito-motohiko.jp/                              |
| 大澤芳清 （おおさわ よしきよ） | 61   | 無所属 | 新     | 整形外科医 兵庫県保険医協会理事      | https://osawa-hyogo.com/                                |
| 福本繁幸 （ふくもと しげゆき） | 58   | 無所属 | 新     | レコード会社社長                     | https://fukumoto0718.com/                               |
| 立花孝志 （たちばな たかし）   | 57   | 無所属 | 新     | NHKから国民を守る党党首 元参議院議員 | https://x.com/tachibanat                                |
| 木島洋嗣 （きじま ひろつぐ）   | 49   | 無所属 | 新     | ニュース分析会社社長                 | https://x.com/hirokijima0318                            |

### 立候補を断念した人物
- 中川暢三 - 元加西市長。立候補を表明するも後に断念[13][14][15][16]。
- 中村稔 - 元経済産業省官僚。立候補を表明するも後に断念[16][17]。
- 宮崎謙介 - 元衆議院議員。10月18日に行われた立候補者説明会に陣営関係者が出席したが[18]、22日に断念を表明[19]。

## 党派の動き
兵庫県議会の勢力順。
- 前回の知事選挙で斎藤を推薦した自由民主党県議団の北野実幹事長は、9月26日、斎藤を推薦しない方針を示した[20]。10月1日、県議団は立候補を表明した中村と面談。支援を検討したが[21]、翌2日、独自候補の擁立を断念し自主投票とする方針と判明[22]。中村の推薦に反対意見が多く、稲村の支援を主張する声もあり、意見がまとまらなかった[23]。10月3日、擁立断念と自主投票を正式決定[24]。しかし翌4日、県選出の国会議員らから「候補者を最後まで探すべき」との意見があがり、擁立断念の方針を撤回、改めて選考を進めることとした[25]。10月27日、総選挙後の議員団総会で、独自候補擁立を最終的に見送り、自主投票と斎藤の支援禁止を決めた[26][27]。自民党が兵庫県知事選挙で自主投票を決めたのは、1958年以来66年ぶり。

10月28日、自民党の一部の県議らが稲村と初めて面会。政策協力を持ちかけた。斎藤の支援を禁止する決定に対して明石市議会の自民党会派所属市議らから異論が出たため、県連は告示後に方針を撤回し、11月1日夜に自主投票を正式決定。神戸市会の市議団が清水の支援を表明したのをはじめ、一部に斎藤や清水を自主支援する動きが出た。
- 前回の知事選挙で斎藤を推薦した日本維新の会の吉村洋文共同代表は、9月27日の記者会見で、斎藤を推薦せず、独自候補を擁立すると明言[36]。10月2日、同党の参議院議員で、次期衆議院総選挙で兵庫8区に鞍替えを予定していた清水が立候補する意向を示した[37]。10月10日、清水は立候補を表明したが、維新を離党し、公認や推薦は受けず無所属とする方針を示した[38]。10月29日、維新の地元組織「兵庫維新の会」は、清水支援の方針を決定。推薦や党議拘束は見送った[39]。
- 前回の知事選挙で自主投票とした公明党は、独自候補を擁立せず、自民党と対応を調整[40]。自民党と歩調を合わせて今回も自主投票としたが[41]、水面下では稲村の応援に回った[42]。
- 立憲民主党の大串博志選挙対策委員長は、9月26日の記者会見で独自候補を擁立すると明言していたが[43]、立憲民主党系の県議らでつくる会派「ひょうご県民連合」では所属議員が自主的に稲村を支援しており[44]、党の支持基盤である連合兵庫も稲村への支持を表明した[45]。11月2日、立憲民主党兵庫県連は稲村の支援を表明。国民民主党兵庫県連も稲村の支援に回った[46][注 3]。
- 日本共産党兵庫県委員会などでつくる政治団体「憲法が輝く兵庫県政をつくる会」は9月7日、大澤を擁立すると発表。大澤は無所属で立候補し、共産党が推薦した[47]。

## タイムライン
2024年
- 9月7日 - 医師の大澤芳清が無所属（日本共産党推薦）での立候補を表明[48]。
- 9月19日 - 県議会が知事の斎藤元彦に対する不信任決議を県議86人の全会一致で可決[2]。
- 9月26日 - 斎藤が不信任決議に対する対応として、9月30日に失職することを選択した上、立候補を表明[49][50][51][52][53][54]。
- 9月29日 - 元尼崎市長の稲村和美が立候補する意向を示す[55]。
- 9月30日
  - 斎藤が地方自治法の規定により失職[56][57][58]。
  - 兵庫県選挙管理委員会が、告示日を10月31日、投開票日を11月17日と決定[59][60]。
- 10月1日 - 元経済産業省官僚の中村稔が立候補を表明[17]。
- 10月2日 - 日本維新の会の参議院議員（兵庫県選挙区選出）の清水貴之が立候補の意向を示す[37]。
- 10月3日 - 自民党は、独自候補の擁立を断念し自主投票とすることを決定したが[24]、翌4日に撤回[61]。
- 10月4日 - 元加西市長の中川暢三が立候補する意向を示す[13]。
- 10月8日
  - 稲村が無所属での立候補を表明[62][63][64][65][66]。
  - レコード会社経営の福本繁幸が立候補の意向を示す[67]。
- 10月9日 - 中川が無所属での立候補を表明[14][15]。
- 10月10日 - 清水が無所属での立候補を表明。維新を離党し、推薦や支持を受けない方針[68][69][70]。
- 10月11日 - 大澤が政策発表[71]。
- 10月15日 - 兵庫県教職員組合が広報誌「教育ひょうご」で稲村の推薦を表明[72]。
- 10月18日
  - 福本が無所属での立候補を表明[73]。
  - 県選挙管理委員会が神戸市内で開催した立候補予定者説明会に、既に立候補する意向を示している7人の関係者の他に6陣営が出席[74][75]。
- 10月20日 - サンテレビジョンと神戸新聞社が立候補予定者討論会を開催。立候補予定者6人が出席[76][77]。
- 10月21日 - 兵庫県職員労働組合と全日本自治団体労働組合兵庫県本部が稲村の支持を表明[78]。
- 10月23日 - 斎藤が政策発表[79][80]。
- 10月24日
  - 関西学院大学西宮上ヶ原キャンパスで、高校生や大学生が立候補予定者に質問する知事選ミーティングを開催[81]。
  - NHKから国民を守る党党首の立花孝志が無所属での立候補を表明[82][83]。
- 10月25日 - 稲村が政策発表[84][85]。
- 10月27日
  - 自民党は、独自候補擁立を最終的に見送り、自主投票と斎藤の支援禁止を決定[26][86]。
  - 日本青年会議所兵庫ブロック協議会が公開討論会を開催。立候補予定者8人が出席[87][88][89]。
- 10月28日 - 清水が政策発表[90][91]。
- 10月29日
  - 中川と中村が立候補を見送る意向を示す[16]。
  - ニュース分析会社社長の木島洋嗣が立候補を表明[92]。
  - ひょうご市民活動協議会（HYOGON）が立候補予定者公開討論会を開催。立候補予定者4人が出席[93][94]。
  - 日本維新の会の県組織「兵庫維新の会」が、清水からの要請を受け、支援する方針を決定。公認・推薦はしない[95]。
- 10月30日 - 朝日放送テレビの番組『newsおかえり』に立候補予定者4人が出演し討論[96]。
- 10月31日 - 告示。
  - 過去最多の7人が立候補[97][98][99]。
  - 清水は立候補を届け出たため、公職選挙法第90条の規定により参議院議員を退職（自動失職）[100]。
  - 公明党は、自民党と歩調を合わせ自主投票とすると決定[101]。
- 11月1日
  - 動画メディア「ReHacQ」に立候補者全員が出演し討論[102]。
  - 自民党が斎藤への支援を禁じる方針を撤回[33]。
- 11月2日 - 立憲民主党と国民民主党の兵庫県連がそれぞれ稲村の支持を表明[103]。
- 11月4日 - 関西テレビの番組『newsランナー』に候補者4人が出演し討論[104]。
- 11月5日 - 元兵庫県副知事の片山安孝の代理人が、立花の選挙中の発言に関連して、片山が立花と「面談したこと及び話をしたことは一切ありません」と文書で説明[105]。
- 11月6日 - 神戸新聞が、JX通信社とともに3、4日に実施した序盤の情勢調査の結果を報道。稲村がややリードし、斎藤が追う展開。清水は巻き返しを図っている。ほかの4人は支持に広がりを欠く[106]。
- 11月9日 - 共同通信と読売新聞がそれぞれ情勢を報道。神戸新聞と同旨[107][108]。
- 11月10日 - 朝日新聞が情勢を報道。神戸新聞、共同通信、読売新聞と同旨[109]。
- 11月12日 - 街頭演説阻害や暴力行為により逮捕者が出たとされる事態を受け、稲村陣営が公正な選挙戦への協力を求める声明[110][111]。
- 11月14日 - 小野市の蓬萊務市長を呼びかけ人とする県市長会有志が県庁2号館で記者会見を行い、稲村への支持を表明。「選挙戦で誹謗中傷や誤解が広がっており、正しい情報が伝わっていないという懸念が生じた」とした。賛同したのは県内29市中22市の市長[注 4][112][113]。
- 11月17日 - 投開票。

## 選挙結果
投票が終了した11月17日午後8時、報道各社が斎藤の再選確実を報道した。斎藤は111万票余りを獲得し返り咲き。次点の稲村に13万票以上の大差を付けた。
総務省によると、戦後、知事が議会から不信任決議を受け出直し選で再選した例は、2002年長野県知事選の田中康夫以来で、2人目。
兵庫県選管によると、投票率は55.65％（前回比：14.55ポイント増）。兵庫県知事選で投票率が50％を超えたのは2013年以来11年ぶり。
期日前投票をした人は、有権者の約21％にあたる94万4541人。前回を上回り過去最多となった。
| 順位 | 候補者名 | 年齢 | 所属党派 | 新旧別 | 得票数    | 得票率  | 推薦・支持     | 偏差値 |
| ---- | -------- | ---- | -------- | ------ | --------- | ------- | -------------- | ------ |
| 1    | 斎藤元彦 | 47   | 無所属   | 前     | 1,113,911 | 45.21％ |                | 67.0   |
| 2    | 稲村和美 | 52   | 無所属   | 新     | 976,637   | 39.64％ |                | 64.0   |
| 3    | 清水貴之 | 50   | 無所属   | 新     | 258,388   | 10.49％ |                | 47.9   |
| 4    | 大澤芳清 | 61   | 無所属   | 新     | 73,862    | 3.00％  | 日本共産党推薦 | 43.8   |
| 5    | 立花孝志 | 57   | 無所属   | 新     | 19,180    | 0.78％  |                | 42.6   |
| 6    | 福本繁幸 | 58   | 無所属   | 新     | 12,721    | 0.52％  |                | 42.4   |
| 7    | 木島洋嗣 | 49   | 無所属   | 新     | 9,114     | 0.37％  |                | 42.3   |

※当日有権者数：446万3013人, 最終投票率：55.65%（前回比：+14.55pts）
得票数の平均値:35万1973.3票, 得票数の中央値:7万3862票, 得票数の標準偏差:44万7254.1票, 得票数のジニ係数:0.636。
| 市町       | 市町       | 斎藤元彦  | 斎藤元彦 | 稲村和美 | 稲村和美 | 清水貴之 | 清水貴之 | 大澤芳清 | 大澤芳清 | 立花孝志 | 立花孝志 | 福本繁幸 | 福本繁幸 | 木島洋嗣 | 木島洋嗣 |
| 市町       | 市町       | 得票      | %        | 得票     | %        | 得票     | %        | 得票     | %        | 得票     | %        | 得票     | %        | 得票     | %        |
| ---------- | ---------- | --------- | -------- | -------- | -------- | -------- | -------- | -------- | -------- | -------- | -------- | -------- | -------- | -------- | -------- |
| 合計       | 合計       | 1,113,911 | 45.21%   | 976,637  | 39.64%   | 258,388  | 10.49%   | 73,862   | 3.00%    | 19,180   | 0.78%    | 12,721   | 0.52%    | 9,114    | 0.37%    |
| 神戸市     | 東灘区     | 50,048    | 49.12%   | 36,903   | 36.22%   | 9,964    | 9.78%    | 3,557    | 3.49%    | 530      | 0.52%    | 415      | 0.41%    | 480      | 0.47%    |
| 神戸市     | 灘区       | 30,377    | 48.56%   | 22,884   | 36.58%   | 6,191    | 9.90%    | 2,140    | 3.42%    | 368      | 0.59%    | 390      | 0.62%    | 210      | 0.34%    |
| 神戸市     | 中央区     | 30,515    | 52.71%   | 19,385   | 33.48%   | 5,470    | 9.45%    | 1,687    | 2.91%    | 342      | 0.59%    | 252      | 0.44%    | 243      | 0.42%    |
| 神戸市     | 兵庫区     | 21,643    | 49.18%   | 14,984   | 34.05%   | 4,820    | 10.95%   | 1,773    | 4.03%    | 323      | 0.73%    | 214      | 0.49%    | 250      | 0.57%    |
| 神戸市     | 北区       | 43,301    | 45.85%   | 36,518   | 38.67%   | 10,187   | 10.79%   | 3,193    | 3.38%    | 571      | 0.60%    | 440      | 0.47%    | 227      | 0.24%    |
| 神戸市     | 長田区     | 17,332    | 47.70%   | 12,701   | 34.96%   | 3,948    | 10.87%   | 1,781    | 4.90%    | 246      | 0.68%    | 193      | 0.53%    | 133      | 0.37%    |
| 神戸市     | 須磨区     | 35,124    | 46.83%   | 28,080   | 37.44%   | 7,605    | 10.14%   | 3,058    | 4.08%    | 568      | 0.76%    | 314      | 0.42%    | 254      | 0.34%    |
| 神戸市     | 垂水区     | 45,105    | 46.82%   | 36,558   | 37.95%   | 9,867    | 10.24%   | 3,453    | 3.58%    | 637      | 0.66%    | 438      | 0.45%    | 279      | 0.29%    |
| 神戸市     | 西区       | 48,153    | 44.85%   | 42,898   | 39.96%   | 11,480   | 10.69%   | 3,189    | 2.97%    | 684      | 0.64%    | 499      | 0.46%    | 456      | 0.42%    |
| 尼崎市     | 尼崎市     | 78,462    | 40.32%   | 88,754   | 45.61%   | 16,739   | 8.60%    | 7,851    | 4.03%    | 1,294    | 0.67%    | 859      | 0.44%    | 622      | 0.32%    |
| 西宮市     | 西宮市     | 105,605   | 46.21%   | 87,678   | 38.36%   | 25,052   | 10.96%   | 6,843    | 2.99%    | 1,516    | 0.66%    | 1,073    | 0.47%    | 781      | 0.34%    |
| 芦屋市     | 芦屋市     | 23,975    | 48.54%   | 18,303   | 37.06%   | 4,985    | 10.09%   | 1,373    | 2.78%    | 398      | 0.81%    | 193      | 0.39%    | 163      | 0.33%    |
| 伊丹市     | 伊丹市     | 37,508    | 43.57%   | 34,760   | 40.38%   | 9,910    | 11.51%   | 2,590    | 3.01%    | 615      | 0.71%    | 408      | 0.47%    | 286      | 0.33%    |
| 宝塚市     | 宝塚市     | 47,902    | 44.31%   | 42,807   | 39.59%   | 12,373   | 11.44%   | 3,507    | 3.24%    | 701      | 0.65%    | 452      | 0.42%    | 372      | 0.34%    |
| 川西市     | 川西市     | 29,688    | 41.57%   | 29,884   | 41.84%   | 8,348    | 11.69%   | 2,264    | 3.17%    | 494      | 0.69%    | 524      | 0.73%    | 223      | 0.31%    |
| 三田市     | 三田市     | 21,840    | 42.28%   | 22,167   | 42.91%   | 5,375    | 10.40%   | 1,408    | 2.73%    | 316      | 0.61%    | 296      | 0.57%    | 258      | 0.50%    |
| 明石市     | 明石市     | 59,271    | 43.45%   | 55,377   | 40.60%   | 15,333   | 11.24%   | 3,609    | 2.65%    | 1,651    | 1.21%    | 730      | 0.54%    | 439      | 0.32%    |
| 加古川市   | 加古川市   | 50,803    | 45.43%   | 44,770   | 40.03%   | 11,288   | 10.09%   | 3,078    | 2.75%    | 897      | 0.80%    | 485      | 0.43%    | 511      | 0.46%    |
| 高砂市     | 高砂市     | 16,692    | 44.53%   | 15,012   | 40.05%   | 4,194    | 11.19%   | 923      | 2.46%    | 294      | 0.78%    | 162      | 0.43%    | 204      | 0.54%    |
| 西脇市     | 西脇市     | 8,489     | 46.50%   | 6,965    | 38.15%   | 2,080    | 11.39%   | 463      | 2.54%    | 126      | 0.69%    | 80       | 0.44%    | 53       | 0.29%    |
| 三木市     | 三木市     | 14,481    | 43.74%   | 13,511   | 40.81%   | 3,778    | 11.41%   | 828      | 2.50%    | 203      | 0.61%    | 210      | 0.63%    | 93       | 0.28%    |
| 小野市     | 小野市     | 9,559     | 44.35%   | 8,633    | 40.05%   | 2,476    | 11.49%   | 479      | 2.22%    | 176      | 0.82%    | 147      | 0.68%    | 84       | 0.39%    |
| 加西市     | 加西市     | 8,790     | 44.14%   | 8,238    | 41.37%   | 2,100    | 10.55%   | 386      | 1.94%    | 174      | 0.87%    | 155      | 0.78%    | 71       | 0.36%    |
| 加東市     | 加東市     | 8,095     | 45.63%   | 7,115    | 40.11%   | 1,912    | 10.78%   | 328      | 1.85%    | 126      | 0.71%    | 103      | 0.58%    | 61       | 0.34%    |
| 姫路市     | 姫路市     | 103,588   | 47.92%   | 81,432   | 37.67%   | 21,560   | 9.97%    | 5,030    | 2.33%    | 2,625    | 1.21%    | 1,156    | 0.53%    | 769      | 0.36%    |
| 相生市     | 相生市     | 5,597     | 43.06%   | 5,539    | 42.62%   | 1,334    | 10.26%   | 299      | 2.30%    | 93       | 0.72%    | 92       | 0.71%    | 43       | 0.33%    |
| たつの市   | たつの市   | 15,966    | 45.31%   | 14,234   | 40.39%   | 3,553    | 10.08%   | 710      | 2.01%    | 304      | 0.86%    | 360      | 1.02%    | 111      | 0.32%    |
| 赤穂市     | 赤穂市     | 8,892     | 42.44%   | 8,868    | 42.33%   | 2,290    | 10.93%   | 414      | 1.98%    | 188      | 0.90%    | 206      | 0.98%    | 93       | 0.44%    |
| 宍粟市     | 宍粟市     | 7,358     | 40.88%   | 8,118    | 45.11%   | 1,788    | 9.93%    | 399      | 2.22%    | 176      | 0.98%    | 123      | 0.68%    | 35       | 0.19%    |
| 豊岡市     | 豊岡市     | 16,523    | 43.37%   | 16,213   | 42.55%   | 3,821    | 10.03%   | 995      | 2.61%    | 262      | 0.69%    | 166      | 0.44%    | 119      | 0.31%    |
| 養父市     | 養父市     | 4,986     | 42.46%   | 5,231    | 44.54%   | 1,061    | 9.03%    | 281      | 2.39%    | 75       | 0.64%    | 60       | 0.51%    | 50       | 0.43%    |
| 朝来市     | 朝来市     | 6,544     | 43.16%   | 6,392    | 42.16%   | 1,505    | 9.93%    | 408      | 2.69%    | 116      | 0.77%    | 144      | 0.95%    | 52       | 0.34%    |
| 丹波篠山市 | 丹波篠山市 | 7,651     | 39.32%   | 8,692    | 44.67%   | 2,307    | 11.86%   | 473      | 2.43%    | 188      | 0.97%    | 92       | 0.47%    | 56       | 0.29%    |
| 丹波市     | 丹波市     | 14,856    | 45.00%   | 13,026   | 39.46%   | 3,291    | 9.97%    | 897      | 2.72%    | 403      | 1.22%    | 200      | 0.61%    | 338      | 1.02%    |
| 洲本市     | 洲本市     | 8,366     | 45.23%   | 7,447    | 40.26%   | 1,838    | 9.94%    | 517      | 2.80%    | 159      | 0.86%    | 90       | 0.49%    | 78       | 0.42%    |
| 南あわじ市 | 南あわじ市 | 9,564     | 45.31%   | 8,329    | 39.46%   | 2,391    | 11.33%   | 396      | 1.88%    | 184      | 0.87%    | 174      | 0.82%    | 70       | 0.33%    |
| 淡路市     | 淡路市     | 8,689     | 44.33%   | 7,787    | 39.73%   | 2,368    | 12.08%   | 452      | 2.31%    | 168      | 0.86%    | 79       | 0.40%    | 57       | 0.29%    |
| 川辺郡     | 猪名川町   | 5,677     | 39.11%   | 6,348    | 43.73%   | 1,924    | 13.25%   | 337      | 2.32%    | 88       | 0.61%    | 86       | 0.59%    | 56       | 0.39%    |
| 加古郡     | 稲美町     | 6,006     | 42.93%   | 5,786    | 41.36%   | 1,642    | 11.74%   | 301      | 2.15%    | 122      | 0.87%    | 63       | 0.45%    | 69       | 0.49%    |
| 加古郡     | 播磨町     | 6,359     | 42.94%   | 5,887    | 39.76%   | 1,943    | 13.12%   | 384      | 2.59%    | 111      | 0.75%    | 72       | 0.49%    | 52       | 0.35%    |
| 多可郡     | 多可町     | 5,034     | 49.90%   | 3,629    | 35.97%   | 1,111    | 11.01%   | 170      | 1.69%    | 43       | 0.43%    | 52       | 0.52%    | 50       | 0.50%    |
| 神崎郡     | 市川町     | 2,556     | 41.66%   | 2,583    | 42.10%   | 698      | 11.38%   | 160      | 2.61%    | 47       | 0.77%    | 49       | 0.80%    | 43       | 0.70%    |
| 神崎郡     | 福崎町     | 4,271     | 47.98%   | 3,430    | 38.53%   | 871      | 9.79%    | 179      | 2.01%    | 56       | 0.63%    | 66       | 0.74%    | 28       | 0.31%    |
| 神崎郡     | 神河町     | 2,744     | 43.04%   | 2,817    | 44.18%   | 606      | 9.50%    | 100      | 1.57%    | 46       | 0.72%    | 29       | 0.45%    | 34       | 0.53%    |
| 揖保郡     | 太子町     | 6,628     | 43.72%   | 6,037    | 39.82%   | 1,759    | 11.60%   | 386      | 2.55%    | 140      | 0.92%    | 161      | 1.06%    | 48       | 0.32%    |
| 佐用郡     | 佐用町     | 3,205     | 37.42%   | 3,987    | 46.54%   | 933      | 10.89%   | 223      | 2.60%    | 125      | 1.46%    | 61       | 0.71%    | 32       | 0.37%    |
| 赤穂郡     | 上郡町     | 2,982     | 40.25%   | 3,250    | 43.87%   | 856      | 11.55%   | 183      | 2.47%    | 69       | 0.93%    | 45       | 0.61%    | 24       | 0.32%    |
| 美方郡     | 香美町     | 3,988     | 46.09%   | 3,532    | 40.82%   | 780      | 9.02%    | 218      | 2.52%    | 74       | 0.86%    | 31       | 0.36%    | 29       | 0.34%    |
| 美方郡     | 新温泉町   | 3,123     | 42.91%   | 3,158    | 43.39%   | 683      | 9.38%    | 189      | 2.60%    | 68       | 0.93%    | 32       | 0.44%    | 25       | 0.34%    |

### 出口調査
- 朝日放送テレビ（ABC）の出口調査によると、斎藤県政について「大いに評価する」と「ある程度評価する」の合計は全体の7割を越えた[120]。
- ABCの調査によると、斎藤は自民支持層の5割弱、維新支持層の5割強に加え、無党派層からも全候補の中で最も多い5割を超える支持を集めた。稲村は立憲支持層の6割強を固めたものの、自民支持層や無党派層からは4割程度の支持にとどまった[120]。神戸新聞の調査によると、斎藤は国民民主の支持層からも最多の支持を集めた[121]ほか、日本放送協会（NHK）の調査によると、れいわ新選組の支持層からも最多の支持を獲得した[122]。
- 読売新聞の調査によると、有権者が選挙戦で最も重視した争点は「教育や子育て支援策」が28%で最も多く「斎藤氏に関する内部告発問題」23%「物価高対策」13%と続いた[123]。
- 各社の調査によると、10代から50代までは斎藤を支持した人が多く、60代以上では稲村が一定の支持を集めた[124][122]。
  - 日本経済新聞などの調査によると、10〜30代の若年層の斎藤への投票数が稲村の3倍だった[125]。
- NHKや読売新聞によると、投票の際に最も参考にした情報としてSNSや動画投稿サイトをあげた者が多く[注 6]、その大半[注 7]が斎藤に投票したと回答している[122][123]。

## 選挙関連の主な出来事

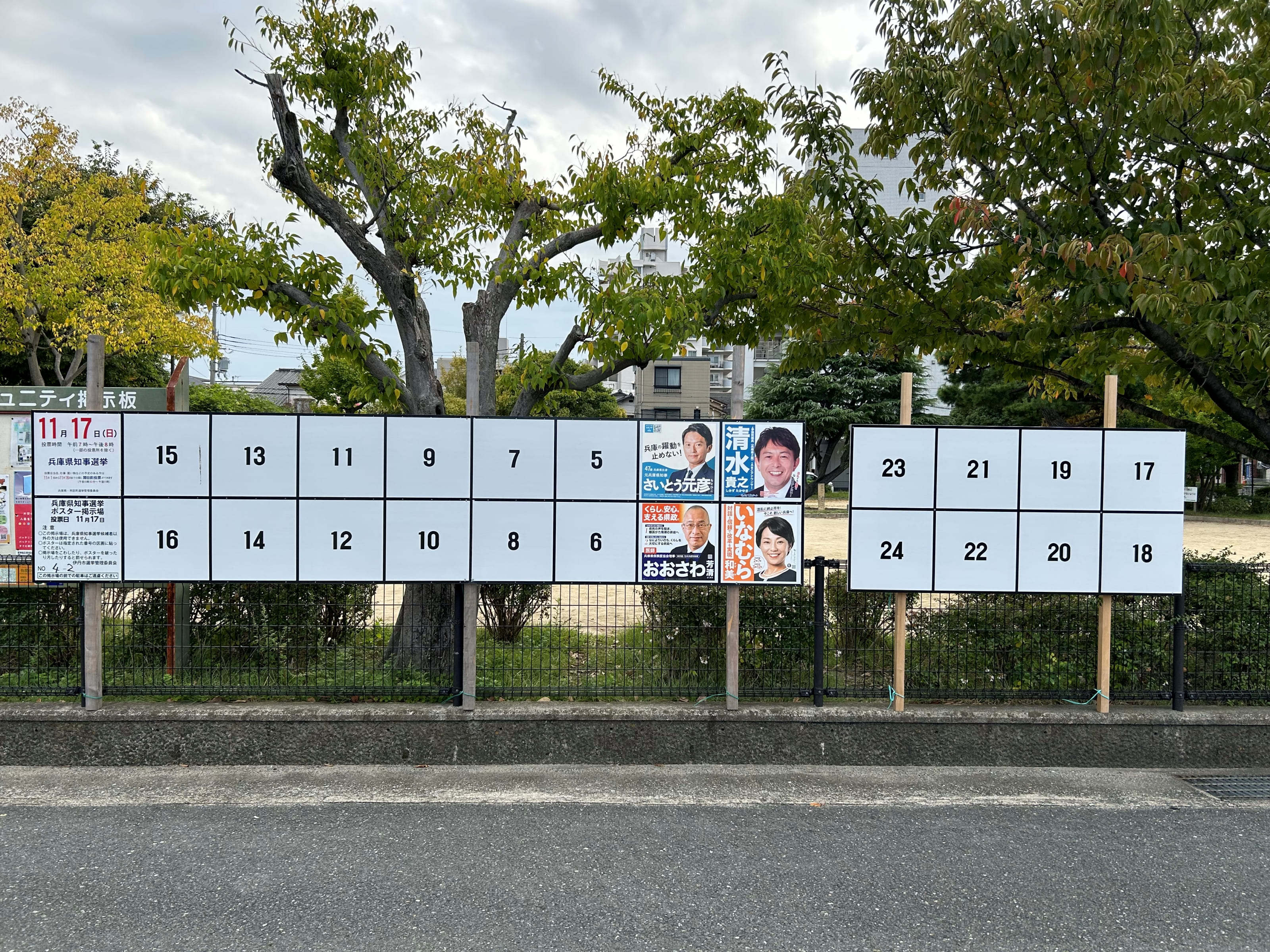
知事選挙のポスター掲示場（5〜7番は未掲出）。右側の17〜24番部分は告示直前に投開票された衆議院議員総選挙の掲示場に板を張り付けて再利用した

### ポスター掲示場を巡る問題
兵庫県選挙管理委員会では、告示前の段階で候補者の乱立が予想されていたことから各市町の選挙管理委員会に対し、ポスター掲示場を10枠分準備するよう指示していた。
その後、10月18日に行われた立候補者説明会に13陣営が出席したことから6枠分を増やして16枠とするよう追加指示が行われたが、24日に立候補を表明した立花孝志が7月の東京都知事選挙で批判を浴びた掲示枠の外販は行わないとしながらも、自身が代表を務めるNHKから国民を守る党から公認候補者を10名前後擁立する方針を示唆したことにより、さらに追加で24枠以上を確保するよう指示が変更された。
そのため、市町によっては27日に投開票された衆議院議員総選挙の掲示場を撤去せずに上から板を張り付けて再利用で枠を確保するなどの対応に追われたが、最終的にNHK党からの立候補はなく、立花が無所属で立候補したのみで、他に2名が撤退。立候補者は7名となり、各地のポスター掲示場で大量の空き枠が発生することになった。
11月11日朝、神戸市中央区内のポスター掲示場に候補者とは無関係の安倍晋三やアニメキャラクターのポスターが貼られているのが発見され、同日昼に撤去された。

### 立花の応援立候補
立花孝志は自身が立候補しながら斎藤元彦への投票を呼びかけるという異例の選挙活動を展開。YouTubeでは斎藤のアカウントを上回る合計1500万回ほど再生され、かなりの効果があったと目された。立花は立候補の表明会見で「当選を目標にしなきゃいけないんだって思い込んでいる常識をちょっと覆したい」と語った。選挙プランナーの三浦博史は立花の選挙運動について朝日新聞の取材に「本人の当選を目的としない立候補は認めない旨を公選法に明記すべきだ」との見解を表明した。
立花は、斎藤のパワハラ疑惑、おねだり疑惑はデマだとして斎藤を擁護。選挙期間中の11月2日、自身の動画で「自死した元局長が不同意性交等罪を犯した可能性が高い」「証拠はパソコンに全部入っている」「副知事はパソコンの中身を全部見ている」「自殺した理由はパワハラではなく不倫をバラされるのが怖くて自殺したと考えるのが妥当」などと主張。また、この情報が前副知事の片山安孝側から得たものであることを暗示した。
さらに立花は「元局長は10年間に10人と不倫していた」とも主張、不同意性交の疑惑があるとまで述べた。しかし街頭演説後に聴衆の1人から根拠を尋ねられ「政見放送で“10年（の不倫）”と言うべきところを“10人（と不倫）”と（口が）ひっかかって、そのまま10人と言っちゃったみたい」と答えている。
斎藤は12月2日午後、これらの話について「本物かどうかわからない。事実関係を確かめる第三者委員会の設置を検討している」と報道陣の取材に回答した。立花は、NHKから国民を守る党の参院議員の斉藤健一郎に情報提供者から申し出があり、斉藤の依頼で自分に情報提供されたと説明。片山の「代理人」を称する県議が立花に接触し、片山の「手紙」と音声記録を渡したとみられている。

### SNS上での斎藤支持の広がり
東京大学の鳥海不二夫教授（計算社会科学）がX（旧twitter）の投稿を分析したところ、兵庫県庁内部告発文書問題の告発者の死去が報じられた2024年7月8日以降は斎藤不支持の投稿が急増した。9月中旬に斎藤への不信任決議に関する報道がされるようになると、県議会への対応への疑問が投稿されるようになり、支持が不支持を初めて上回った。二つ目の節目となったのが、立花孝志が立候補を表明した10月24日以降で、立花は告発者の私的情報に関する主張を繰り返し、関連投稿が増え、支持が不支持を大きく引き離すようになったという。

### 百条委員会委員への批判
選挙期間中、内部告発文書問題を調査してきた兵庫県議会の百条委員会委員への攻撃的な投稿がSNS上で相次ぎ、選挙後の11月18日に竹内英明県議が「知事選を巡ってSNSで中傷を受け、自身や家族が身の危険を感じた」として議員辞職した。
11月上旬には候補者の立花孝志が百条委の委員長を務める奥谷謙一県議の自宅兼事務所前で拡声器を使って街頭演説を行い「出てこい奥谷」「あまり脅しても自死されたら困るので、これくらいにしておく」などと述べた。奥谷は11月22日に脅迫と威力業務妨害の容疑で県警に被害届を提出。立花のSNS上の投稿で名誉を傷つけられたとして、名誉毀損容疑で刑事告訴した。立花は同日、奥谷について「私がデマを吹聴していると言っているので来週中に東京地裁に提訴する」と述べた。

### 演説妨害、暴力行為
選挙期間中、街頭演説に対する妨害行為や、斎藤を非難するプラカードを掲げた人に暴力を振るった聴衆が現行犯逮捕された場面とされる動画がSNSで共有された。稲村陣営は11月12日、選挙対策本部の名義で「公正な選挙戦を進めるうえで看過できるものではない」として公正な選挙戦への協力を求める声明を発表した。

### 齋藤へのネット支援
選挙を前に、斎藤元彦の支持者が連絡を取り合った複数のオープンチャットが誕生した。最大のグループとみられる「チームさいとう」というチャットでは、知事選告示2日前の10月29日に「管理者」が、メンバーが1500人を超えたことを報告、11月7日には別の人物の「#さいとう元知事がんばれ」のハッシュタグでの書き込みが確認されている。このハッシュタグは、公職選挙法違反の疑いで告発されたPR会社「merchu」の代表取締役・折田楓が「自分が考案し斎藤氏が喜んでいた」と語ったもの。
このチャットで、ある投稿者を名指しして「誰かに『指示』を出すようなことは控えてください。デジボラ（注：デジタルボランティア）はデジボラで責任者がおります。」と要求した人物がおり、この人物は11月9日に斎藤を批判する意見を書いたとみられる参加者に向け「ここは斎藤元彦の応援のオプチャです。さようなら。」と投稿。その直後チャットには、彼が批判意見者をオープンチャットから退会させたとの表示が出ている。このためこの人物は参加者を強制退会をさせられるだけの、管理者と同等の権限を持っていたとみられる。
あるフリーランス記者によれば、「同一人物かは未確認ですが、演説会場にもよく姿を見せたSを名乗る有名な支持者の男性がいます。陣営に近いようで、投開票日の11月17日には斎藤氏の選挙事務所で10脚程度しか用意されなかった支援者用の席に座っていました。すぐそばには折田楓氏もいました」という。
斎藤の選挙戦は、SNSの4つの公式アカウントを「管理・監修した」と語る折田や、斎藤が中高6年間を過ごした愛媛県にある全寮制の進学校の同窓生グループが手伝っていたことがわかっている。他に「責任者」の下で動く400人近いデジタルボランティアの存在がうかがえる。

### 稲村のアカウント凍結
稲村和美後援会は選挙期間中の11月5日にX（旧twitter）のアカウント運用を始めたが、翌6日に凍結。12日に別のアカウントを開設したが、約1時間後に凍結された。選挙後の11月22日に後援会は選挙活動の妨害を目的とした虚偽の通報で2度にわたり凍結された疑いがあるとして、県警に被疑者不詳で偽計業務妨害容疑で告訴状を提出した。2025年6月20日、県警は容疑者不詳のまま捜査結果をまとめた書類を神戸地検に送付した。

### 選挙報道に関する神戸新聞の見解
11月18日、神戸新聞は紙面と電子版の選挙報道で、立花孝志、木島洋嗣の2名を除く5名を「主な立候補者」として取り上げたことについて「総合的に判断」したとする見解を発表した。知事選期間中、読者からの問い合わせが多数寄せられたため見解を示した。

### 斎藤とPR会社を巡る問題
選挙後の11月20日、斎藤を支援した西宮市のPR会社の代表が、投稿プラットフォーム「note」で、選挙戦の裏側を紹介する記事を公開した。noteの記事では、「広報全般を任せてもらった立場」とした上で、斎藤陣営のSNSの運用に関して「私が監修者として、運用戦略立案、アカウントの立ち上げなどを責任を持って行った。会社が手がけた」とし、撮影やライブ配信を自ら行うなどして「食べる暇も寝る暇もない程だった」など記していた。公職選挙法ではインターネットを利用した選挙運動を行った者に、その対価として報酬を支払うことを禁止しており、投稿した内容が事実であれば違法ではないかという指摘が県選挙管理委員会に相次いだ。
同月25日、斎藤の代理人の弁護士は、PR会社に対してポスターなどの製作費として71万5000円を支払ったものの「SNS戦略の企画立案は依頼していない」とし違法性を否定。会社代表のSNSなどでの選挙運動については「ボランティアとして個人で参加されたと認識している」と説明した。同社と契約書は交わしていなかったとしている。また26日には、記事の記載について「認識と全く違う。選挙運動の中核にいた認識は全くない、あくまでボランティア」だと回答しており、両者の説明が食い違っている。会社代表は投稿の中で、斎藤自身も同席している打ち合わせ画像を添付し、斎藤を応援するSNS戦略の「大作戦を提案中」と書いていたが、27日の斎藤の代理人弁護士の会見では代表が投稿内容を「盛っている」とし、誇張もしくは虚偽に当たるとの認識を示した。一方、X公式応援アカウントの取得と投稿内容のチェック、一部演説会場での動画撮影とSNSのアップを代表が行っていたことは斎藤側も認めた。
PR会社の代表は県の外部有識者会議「兵庫県地域創生戦略会議」委員でもあり、県選管の担当者は「代表が公選法の定める『特別の利益を伴う契約の当事者』であれば、無償であっても（寄付を禁じた）公選法に違反する可能性がある」と指摘した。
12月1日、元東京地検検事の郷原信郎弁護士と神戸学院大の上脇博之教授が斎藤とPR会社代表を公選法違反で神戸地検と兵庫県警に告発。16日、郷原は地検と県警が告発を受理したことを明らかにした。
2025年2月7日、神戸地検と兵庫県警が公職選挙法違反の疑いで関係先の捜索に入った。

### 「種まき・育成・収穫」
PR会社代表のnoteには当初、斎藤へのプレゼン資料として「SNS運用フェーズ」と題された部分があり、選挙を植物栽培になぞらえて「種まき」「育成」「収穫」の3つのフェーズに分け、それぞれの「ターゲット」や「配信内容」を並べていた。その後、これらの部分は削除されている。

### 芦屋市議による投票日の投稿、芦屋市長の写真の無断使用
兵庫県芦屋市議会議員の孝岡知子（たかおか知子、無所属）は、選挙運動が禁止されている投票日当日の11月17日に、自身のX（旧Twitter）に斎藤元彦を誹謗中傷していると見られかねない内容の動画を投稿。また芦屋市長の高島崚輔の写真を無断使用し、自身が支持する稲村和美の氏名・写真を合成した動画を作成して投稿、市長が稲村を応援しているかのような印象を与えた。市議会事務局には11月28日時点で40件程度の苦情が寄せられ、市議会は11月29日、孝岡の問責決議を可決した。
落選運動は特定の候補者の当選を目的としないため選挙運動とはみなされないとされているが、孝岡は落選運動の対象の斎藤とは別の候補者である稲村を支援しており、これらの投稿は稲村の当選を図ることを目的とした選挙運動とみなされ、投票日当日の選挙運動を禁じる公職選挙法第129条違反となる可能性が指摘されている。

### 稲村への支持表明を行った22名の市長に対する刑事告発
兵庫県内の市長のうち22名は「兵庫県市長会有志」として、事前に県庁記者クラブ所属の新聞社を対象として記者会見を開くと案内する文章をファックスで送信したうえ、選挙期間中の2024年11月14日、兵庫県庁2号館の記者室で記者会見を開き、22名の連名で「稲村和美を支持する表明」と題する文書を配布し、稲村への支持を表明した。
選挙後の11月28日、参議院議員（NHK党）の浜田聡は弁護士の徳永信一と協力し、22名のこれらの行為が公職選挙法違反（公務員の地位利用による選挙運動の禁止）に該当するのかを政府に確認する質問主意書を国会に提出した。
その答弁を踏まえ、2025年1月7日、元兵庫県川西市議の中曽千鶴子を告発人、徳永を告発代理人として、これらの行為が公職選挙法違反にあたるとして、兵庫県警と神戸地検に告発状を送付して22名の市長を刑事告発し、2月5日に兵庫県警に受理された。

## 関連文献
- 物江潤『SNS選挙という罠 自分の頭で考え直すために』平凡社〈平凡社新書 1084〉、2025年6月13日。ISBN 978-4-582-86084-9。（電子版あり）[170]